# Apologeticus

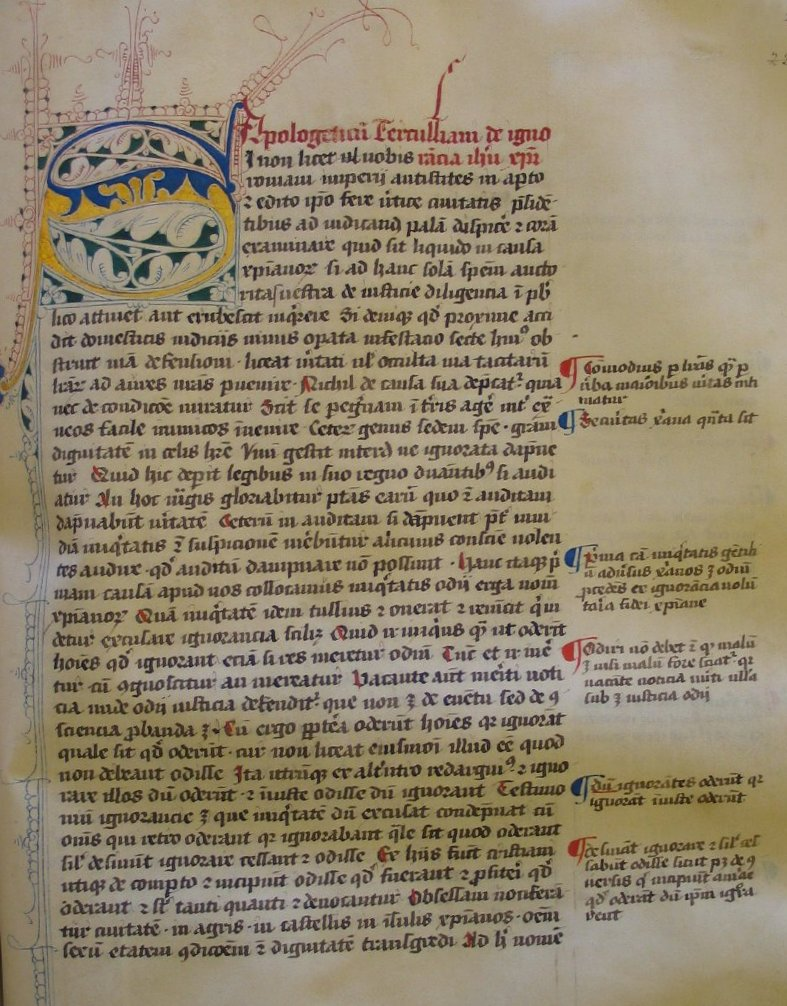
Um manuscrito de Apologeticus de Tertuliano, da década de 1440.

Apologeticus (em latim: Apologeticum ou Apologeticus) é a obra mais famosa de Tertuliano, consistindo em apologética e polêmica. Neste trabalho, Tertuliano defende o Cristianismo, exigindo tolerância legal e que os cristãos sejam tratados como todas as outras seitas do Império Romano. É neste tratado que se encontra a frase "Plures effimur, quitiens metimur a vobis: sêmen est sanguis Christianorum". que foi traduzido liberal e apócrifamente como "o sangue dos mártires é a semente da Igreja" (Apologeticus, L.13). Alexander Souter traduziu esta frase como "Nós crescemos em maior número quanto mais somos abatidos por você: o sangue dos cristãos é a semente de uma nova vida", mas mesmo isso exige liberdades com o texto original. "Nós multiplicamos quando você nos colhe. O sangue dos cristãos é semente", é talvez uma tradução mais fiel, se menos poética. 
Existe uma semelhança de conteúdo, se não de propósito, entre este trabalho e Ad nationes de Tertuliano - publicado no início do mesmo ano - e foi alegado que o último é um rascunho final do Apologeticus. Surge também a questão da semelhança com o diálogo de Minúcio Felix, Octavius. Alguns parágrafos são compartilhados pelos dois textos; não se sabe o que antecedeu o outro. 
O breve De testimonio animae de Tertuliano ("Concernente às evidências da alma") é um apêndice do Apologeticus, destinado a ilustrar o significado da frase testimonium animae naturaliter christianae no capítulo 17). 

## Autoria
Não se sabe muito sobre a vida de Quintus Septimus Florens Tertullian. Alguns estudiosos acreditam que ele tenha sido um presbítero (padre) da Igreja Católica, filho de um centurião romano, e que ele esteja treinando para ser advogado em Roma. Outros, como David Wright, acham isso altamente improvável. "Nenhuma evidência firme o coloca em Roma, ou em qualquer lugar fora de Cartago. É nos círculos bem-educados de Cartago", argumenta Wright, "que Tertuliano pertence com mais segurança".  Algum tempo depois de sua conversão à fé cristã, Tertuliano deixou a Igreja Católica em favor do movimento montanista, do qual permaneceu parte por pelo menos 10 a 15 anos de sua vida ativa e cuja influência pode ser vista em muitos seus trabalhos posteriores. 

## Período
Apologeticus, sua mais famosa obra apologética, foi escrita em Cartago no verão ou outono de 197,  durante o reinado de Septímio Severo. Usando essa data, a maioria dos estudiosos concorda que a conversão de Tertuliano ao Cristianismo ocorreu algum tempo antes de 197, possivelmente por volta de 195. Foi escrito antes do edito de Septímio Severo de 202 e, conseqüentemente, as leis às quais Tertuliano se destacou foram aquelas sob as quais os cristãos dos séculos I e II foram condenados. 

## Destinatários e público-alvo
Este trabalho é ostensivamente dirigido aos governadores provinciais do Império Romano, mais especificamente aos magistrados de Cartago - "para que a verdade, sendo proibida de se defender publicamente, possa chegar aos ouvidos dos governantes pelo caminho oculto das cartas" - e assim se assemelhe aos apologistas gregos. É estruturado como um apelo em nome dos cristãos e defende "a tolerância ao Cristianismo, atacando a superstição pagã, rebatendo as acusações contra a moralidade cristã e alegando que os cristãos não são um perigo para o Estado, mas cidadãos úteis". É provável que seus leitores sejam compostos de cristãos, cuja fé foi reforçada pela defesa de Tertuliano contra racionalizações e rumores e que "teriam sido enormemente entusiasmados pela inigualável confiança de Tertuliano na superioridade da religião cristã". 

## Gênero
Apologeticus tem as preocupações típicas de outras obras apologéticas de seu tempo, embora sejam apresentadas de uma maneira muito mais complexa. Segundo Wright, o texto está constantemente mudando "do modo filosófico para o retórico e até jurídico". Partindo de seu treinamento em literatura e direito, Tertuliano demonstra seus talentos como latinoista e retórico na tentativa de defender sua nova fé cristã. O editor moderno de Tertuliano, Otto Bardenhewer, afirma ainda que Apologeticus é calmo em tom, "um modelo de discussão judicial". Ao contrário de apologistas anteriores do Cristianismo, cujos apelos à tolerância eram feitos em nome da razão e da humanidade, Tertuliano, influenciado por seu treinamento jurídico, falou como jurista convencido da injustiça das leis sob as quais os cristãos eram perseguidos. 

## Resumo deApologeticus
O seguinte esboço e resumo é baseado na tradução de Apologeticus por Robert D. Sider. 

### Introdução e abordagem do tratamento injusto dos cristãos (Capítulos 1–6)
A primeira seção do Apologeticus diz respeito ao tratamento injusto dos cristãos, que Tertuliano acredita que decorre da ignorância da população pagã. Simplificando, ele argumenta que as pessoas elogiam o que sabem e odeiam o que não sabem. Para Tertuliano, isto torna-se evidente nos casos de pessoas que outrora odiavam porque ignoravam aquilo que odiavam, e quando a sua ignorância desapareceu, o mesmo aconteceu com o seu ódio. O seu ódio impede-as de investigar mais de perto e reconhecer a bondade inerente ao cristianismo, e assim permanecem ignorantes. E há bondade no cristianismo, afirma Tertuliano, apesar do facto de as pessoas continuarem a ignorá-lo. Mesmo quando são criados e acusados, os verdadeiros cristãos não tremem de medo nem negam a sua fé. São as autoridades que demonstram mau comportamento quando negam um tratamento criminoso adequado aos cristãos. Ele argumenta que, se os cristãos devem ser tratados como criminosos, eles não devem ser tratados de forma diferente dos criminosos comuns, que são livres para responder a acusações, para contra-interrogar e defender-se. Na realidade, os cristãos não são livres de dizer nada que limpe o seu nome ou que assegure que o juiz conduza um julgamento justo. Se um indivíduo diz que não é cristão, é torturado até dizer que é; se admite ser cristão, as autoridades querem ouvir que não o é e torturá-lo até que o negue. Recorrem a todos os meios necessários para os obrigar a negar ou confessar, qualquer coisa para o absolver. Se tudo isto é feito a alguém simplesmente por admitir ser cristão, então eles estão certamente a fazer pouco das leis romanas, baseando todas as acusações no nome "cristão". Antes de odiar o nome, é preciso olhar e estudar o fundador e a escola. 
Ao abordar as acusações, Tertuliano planeja mostrar a hipocrisia que as cerca, demonstrando que esses crimes também existem entre os promotores pagãos. Em seguida, ele analisa as leis, alegando desconfiança de que uma lei se recuse a ser examinada por erros e sem valor se exigir obediência sem exame. Se uma lei é considerada com erro e injusta, ela não deve ser reformada ou mesmo condenada? Leis defeituosas não têm lugar em um sistema judicial justo e, portanto, não devem ser aplicadas e observadas. Aqui, Tertuliano menciona Nero e, em certa medida, Domiciano, como exemplos de imperadores que se enfureceram contra os cristãos através do uso de leis injustas, simplesmente por condenar "algum bem magnífico". Ele então traz as boas leis e pergunta o que aconteceu com elas; aqueles que "restringiam a extravagância e o suborno", "protegiam a modéstia e a sobriedade [das mulheres]", da "felicidade conjugal tão promovida pela alta vida moral que, durante quase seiscentos anos após a fundação de Roma, não foi processada por divórcio".  Essas tradições e leis estão sendo ignoradas, negligenciadas e destruídas, e mesmo assim Roma decide se preocupar com os "crimes" cometidos pelos cristãos. 

### Encargos com base em boatos respondidos (capítulos 7–9)
Tertuliano começa abordando as acusações com base em rumores, acusações que variam de matar e comer bebês, a cometer atos incestuosos e adúlteros. Em última análise, ele argumenta, são simplesmente rumores, pois nenhuma evidência foi apresentada. Ninguém nunca viu crentes reunidos e supostamente cometerem atos impuros ou ouviu o choro de um bebê chorando porque reuniões e rituais raramente são realizados na frente de não crentes. É tudo apenas mentiras e rumores destinados a caluniar a fé cristã. Tertuliano afirma então que os próprios romanos são culpados dos mesmos crimes que afirma que os cristãos cometem. Pessoas de todas as idades são sacrificadas a Saturno e Júpiter por todo o império. As arenas estão cheias do sangue daqueles que lutam, e os romanos até consomem os animais que comem os corpos ensanguentados dos mortos. Para os cristãos, o assassinato é estritamente proibido; não deve haver morte ou derramamento de sangue humano, e isso inclui matar o bebê no útero, pois estaria destruindo sua alma. Nem os cristãos podem comer carne que ainda tem sangue. 
Das acusações de incesto e adultério, Tertuliano diz que os cristãos não são culpados deles, pois abstêm-se de adultério e de fornicar antes do casamento, garantindo assim que estão a salvo do incesto. Tal comportamento é diferente dos romanos, que através de seus atos imorais cometem incesto. Isso ocorre simplesmente através do caso de identidade equivocada: os homens saem e cometem adultério, gerando filhos por todo o império que, mais tarde, sem saber, têm relações sexuais com seus próprios parentes por engano. Em sua tentativa de fazer com que os romanos reconheçam seu envolvimento nesses atos, Tertuliano espera demonstrar que os cristãos se comportam de maneira muito diferente do que são acusados e que as acusações não devem ser mantidas. 

### Cobranças de mais "crimes manifestos" respondidas (capítulos 10–45)
Dos crimes mais "manifestos", como Tertuliano se refere a eles, ele primeiro aborda as acusações de sacrilégio e diz que os cristãos não adoram os deuses pagãos porque os deuses não são reais, não existem e, portanto, não detêm poder ou controle sobre nada. Saturno, afirma ele, já foi em tempos um mero homem, como a lenda romana e a história demonstrarão. Ele então refuta mais afirmações de que os deuses receberam sua divindade através da morte, e se pergunta que negócio teriam os deuses com ministros e assistentes que já estão mortos. Tais seres impotentes não podem sequer ser responsáveis pela ascensão e sucesso do Império Romano. Além disso, o caráter e a natureza dos próprios deuses deixam muito a desejar; eles estão cheios de raiva, pensamentos incestuosos, inveja e ciúme. Por que, então, tais seres imperfeitos e perversos deveriam ser dignos de louvor? Ele faz um argumento ainda maior ao referir-se aos deuses pagãos como demônios, cujo único propósito é a subversão e destruição da humanidade. Eles corrompem a alma dos homens por paixões e luxúrias e conseguem obter "para si uma dieta adequada de fumaça e sangue oferecidos às imagens de suas estátuas". Dessa maneira, eles chamam a atenção para si mesmos e impedem que as pessoas se voltem para o Deus verdadeiro. Mas até os demônios reconhecem o poder de Deus, e reconhecer isso deve ser suficiente para limpar os cristãos das acusações de sacrilégio. Para Tertuliano, os romanos são os culpados aqui por adorarem a religião errada, não a do único Deus verdadeiro. Mas se os deuses são reais e se os cristãos são culpados de sacrilégio, o que isso diz sobre Roma? Todas as pessoas adoram deuses diferentes e geralmente tratam suas imagens com menos respeito do que merecem, aproveitando qualquer oportunidade para penhorar suas estátuas e usá-las como fontes de renda. Tertuliano critica ainda mais sua literatura, práticas e cerimônias, chamando-os de absurdos e criticando as ações vergonhosas de seus filósofos. Sócrates juraria por cães e Diógenes e Varro fez comentários menos que respeitosos sobre as divindades. As peças constantemente fazem piadas e zombarias dos deuses. Certamente, ele argumenta, as peças e as máscaras devem ser desrespeitosas com os deuses. Os romanos são os culpados de sacrilégio e impiedade. 
Os cristãos não veneram esses deuses falsos e mortos, nem os tratam de maneira tão casual e descuidada. Eles adoram o Deus Único, o Criador do universo. Ao contrário dos deuses pagãos, Ele é real e Sua própria existência é comprovada pelo testemunho da alma, que clama por "Deus", apesar de seu estado enfraquecido e decaído. Suas obras e as obras de seus profetas são preservadas de Moisés, que foi 1000 anos antes da Guerra de Troia e antecede Saturno e grande parte da tradição da literatura romana antiga, a muitas outras figuras bíblicas importantes. Tertuliano continua discutindo brevemente a revelação de Deus por meio de Jesus Cristo. Para fazer isso, ele fala da relação entre o povo judeu e Deus; uma vez eles gozaram de muito favor de Deus, mas ficaram "tão cheios de presunçosa confiança em seus ancestrais que se desviaram de seus ensinamentos para as maneiras do mundo". Cristo vem para restabelecer a verdadeira doutrina; Ele é a personificação da Palavra e da Razão, tendo sido gerado por Deus e, portanto, tendo o título de Filho de Deus. Ele acrescenta que "seu raio de Deus, então, já foi predito no passado, desceu para uma certa virgem e, formado como carne em seu ventre, e nasceu homem misturado (mais tarde alterado para 'unido') com Deus". Tendo dado uma explicação da natureza e divindade de Cristo, Tertuliano muda para as acusações de traição. 
Pelas acusações de que os cristãos não oferecem sacrifício a César, Tertuliano diz que é praticamente inútil fazer isso, pois não está em seu poder dar a César saúde, riqueza e poder. O que eles podem oferecer a ele, eles fazem através do uso da oração, porque somente Deus tem poder absoluto e dele vem o imperador. Somente ele cria impérios e os derruba, e somente ele é responsável por conceder a César poder, saúde e riqueza; "Pedimos a eles [imperadores] uma vida longa, poder imperturbável, segurança em casa, exércitos corajosos, um Senado fiel, um povo honesto, um mundo pacífico e tudo pelo que um homem ou um César oram".  Tertuliano afirma que, orando por ele, os cristãos estão efetivamente colocando os interesses romanos nas mãos de Deus, além de recomendar César a Deus. De modo algum suas reuniões colocam em risco o estado, nem envolvem conspirações contra o imperador, o senado ou o império. Seu tratamento do Império Romano exibe o mesmo respeito e votos de felicidades que demonstram ao próximo. Qualquer outro comportamento não seria o sinal de um bom cristão. 
Tertuliano abordou as acusações e demonstrou que as acusações enfrentadas pelos cristãos são baseadas em mentiras e rumores e que tais coisas não foram cometidas. Depois de tudo o que ele demonstrou, Tertuliano se maravilha com a maneira como os promotores pagãos ainda afirmam que ser cristão é um crime contra o império. O Cristianismo em geral não representa ameaça à ordem pública e, portanto, seus membros devem ter a possibilidade de conhecer e viver em paz. 

### Retrato da sociedade cristã e da filosofia (capítulos 39–47)
Tertuliano passa a dar uma explicação da vida e das práticas cristãs. Ele descreve a maneira pela qual eles se reúnem para adorar e agradar a Deus; orar um pelo outro, bem como pelo imperador e pelo império, estudar e considerar as Escrituras Sagradas, e compartilhar comida - mas não antes de oferecer orações e graças a Deus. Depois, todos são livres para compartilhar uma música ou algo que aprenderam nas escrituras, louvando a Deus a noite toda. Ele continua explicando a prática do dízimo, o conceito de amar um ao outro e de ser irmãos e irmãs, sendo unidos por seu modo de vida sob os ensinamentos de Cristo. E sendo parte deste mundo, os cristãos precisam interagir com ele e com os outros. Eles fazem compras nos mercados de carne e lojas locais, vão aos banhos e ficam em pousadas como todo mundo, embora em tudo o que fazem, "tenham em mente que devemos graças ao Senhor, nosso Deus, que nos criou". Apesar disso, os perseguidores e acusadores não reconhecem a inocência quando a veem, perseguindo e tratando os cristãos injustamente. Os cristãos conhecem a verdadeira inocência porque a aprenderam e herdaram de Deus; eles reconhecem e compreendem o castigo eterno que existe à parte de Deus, e reconhecem e temem quem passa esse julgamento real e verdadeiro. Tertuliano declara: "em uma palavra, tememos a Deus, não ao procônsul". Ele também aborda a alegação de que o Cristianismo é mais do que uma filosofia, trazendo à tona os filósofos que dizem: "ensina as virtudes e professa moralidade, justiça, paciência, moderação e castidade". Ele defende que, se o Cristianismo é apenas outro tipo de filosofia, deve ser tratado da mesma maneira, com a liberdade de ensinar e difundir suas crenças e práticas, costumes e rituais. 

### Considerações e observações finais
Tertuliano conclui sua apologética cristã comparando a luta dos cristãos a um homem travando uma batalha. Os cristãos não têm prazer em serem perseguidos e suportam provações, mas como soldados de Cristo eles também devem lutar pela verdade, tudo, é claro, pela glória de Deus. Dirigindo-se aos magistrados, ele diz: "Crucifique-nos, torture-nos, condene-nos, destrua-nos! Sua injustiça é a prova de nossa inocência... Quando somos condenados por você, somos absolvidos por Deus".